# Понте Кацола (Виченца)
Понте Кацола је насеље у Италији у округу Виченца, региону Венето.
Према процени из 2011. у насељу је живело 96 становника. Насеље се налази на надморској висини од 12 м.